# Bull of the Woods Lookout
Le Bull of the Woods Lookout était une tour de guet du comté de Marion, dans l'Oregon, dans l'ouest des États-Unis. Protégé au sein de la forêt nationale du Mont Hood, cet édicule était situé au sommet du Bull of the Woods, dans la chaîne des Cascades. Il a été détruit par un feu de forêt le 5 septembre 2021.